# Jonathan Quesada
Pour les articles homonymes, voir Quesada.
Quesada  Castillo est un nom espagnol. Le premier nom de famille, en général paternel, est Quesada ; le second, en général maternel, souvent omis, est Castillo.
Jonathan Quesada Castillo, né le 19 octobre 1996, est un coureur cycliste costaricien.

## Biographie
Jonathan Quesada commence sa carrière cycliste en 2012,. Spécialiste du VTT, il compte de multiples titres de champion du Costa Rica à son palmarès. Il a également obtenu diverses médailles aux championnats d'Amérique centrale et aux championnats panaméricains.

## Palmarès en VTT

### Championnats panaméricains
- Manizales 2018
  -  Médaillé d'argent du relais mixte

### Championnats d'Amérique centrale
- 2016
  -  Médaillé d'argent du cross-country eliminator
  -  Médaillé de bronze du cross-country
- 2024
  -  Médaillé d'argent du cross-country
  -  Médaillé d'argent du cross-country short track

### Championnats nationaux
| - 2013 - 2e du championnat du Costa Rica de cross-country juniors - 2014 - Champion du Costa Rica de cross-country juniors - 2016 - 2e du championnat du Costa Rica de cross-country - 2017 - Champion du Costa Rica de cross-country eliminator - 3e du championnat du Costa Rica de cross-country - 2019 - Champion du Costa Rica de cross-country - Champion du Costa Rica de cross-country eliminator - 3e du championnat du Costa Rica de cross-country marathon | - 2020 - Champion du Costa Rica de cross-country - Champion du Costa Rica de cross-country marathon - 2023 - Champion du Costa Rica de cross-country - 3e du championnat du Costa Rica de cross-country short track - 2024 - Champion du Costa Rica de cross-country short track - 3e du championnat du Costa Rica de cross-country |  |

## Palmarès sur route
- 2014
  -  Champion du Costa Rica sur route juniors